# Білан бруквяний
Білан бруквяний (Pieris napi) — вид метеликів родини біланових (Pieridae).

## Поширення
Вид поширений у всій Європі, майже всій Азії (крім деяких тропічних регіонів), в Північній Африці та Північній Америці.

## Опис
Довжина переднього крила 18-25 мм, розмах крил у самця 35-43 мм. Основне забарвлення крил біле, вздовж жилок чорне або сіре напилення. Овнова і крайні ділянки переднього крила покриті темними лусочками. На тильній стороні крил малюнок чіткіший. Затемнені жилки добре проглядаються, заднє крило жовтувате або жовтувато-зелене. Весняна і літня форми відрізняється розміром та інтенсивністю забарвлення. Літні метелики більші, мають світліший малюнок на зворотному боці крил. У самців, що з'явилися навесні, часто відсутні чорні крапки на передніх крилах. Голова і груди метелика покриті сірими або жовтуватими волосками. Очі великі, фасеточні. Вусики світлі, на кінчиках темна булава.

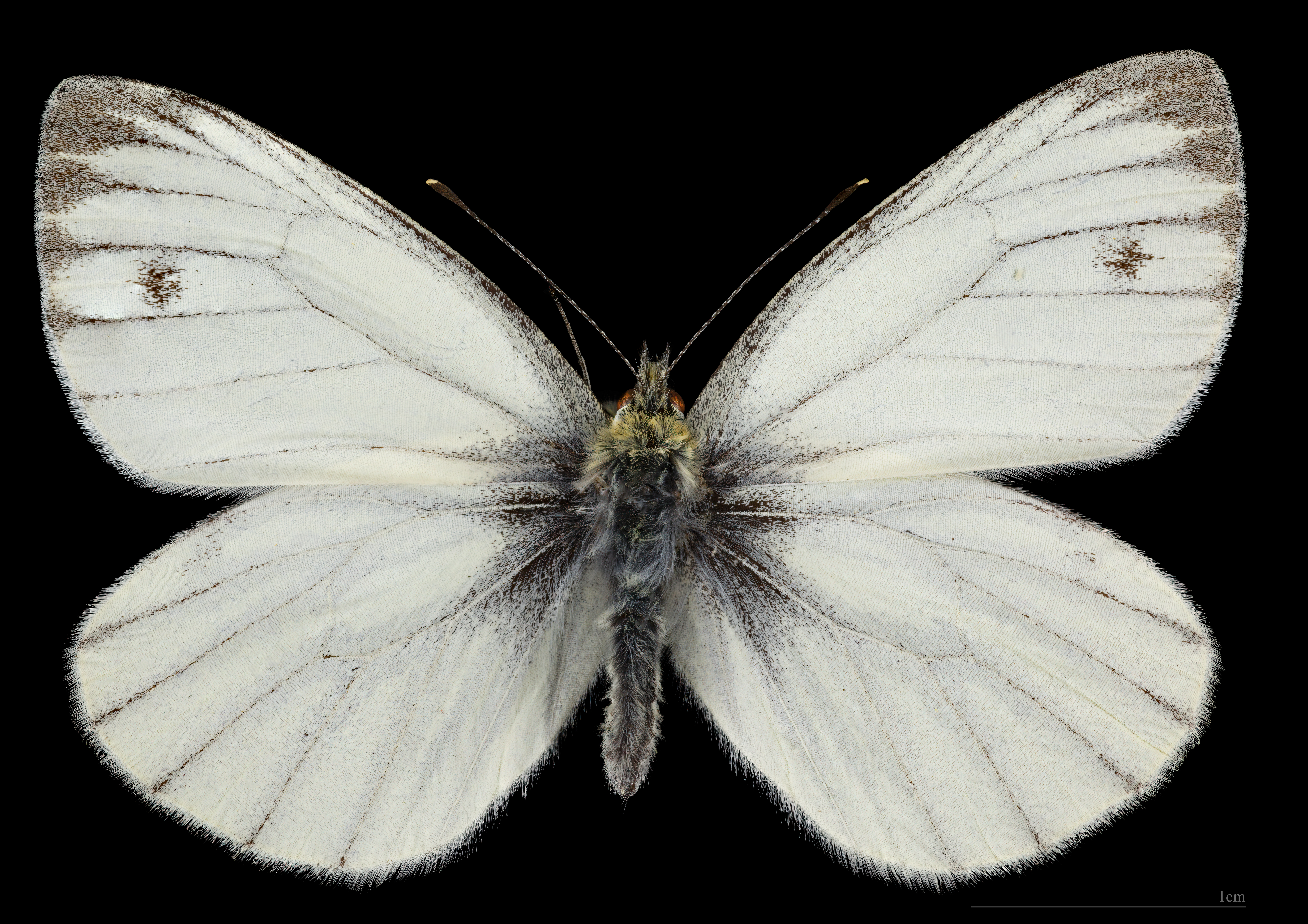
Pieris napi ♂
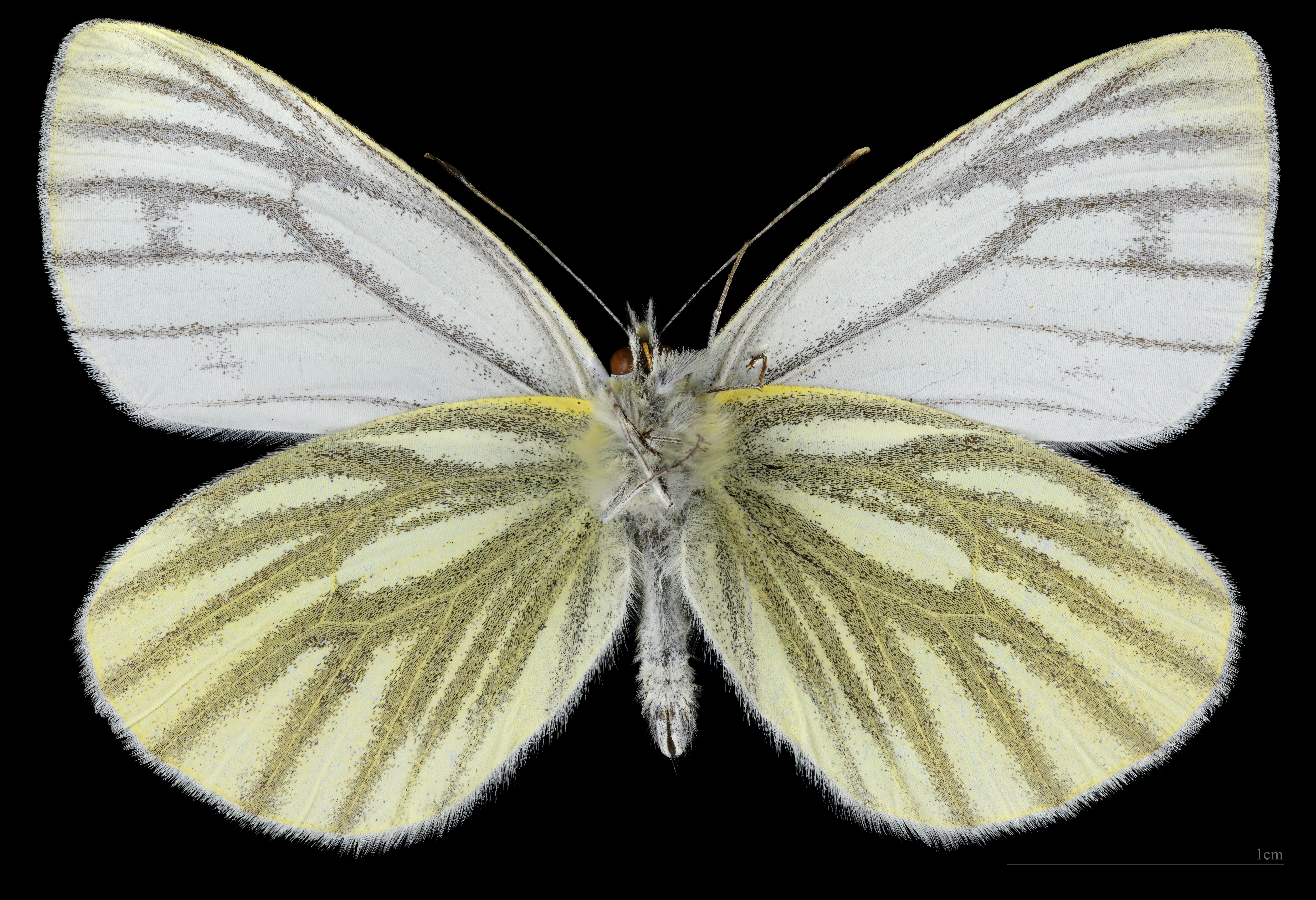
Pieris napi  ♂  △
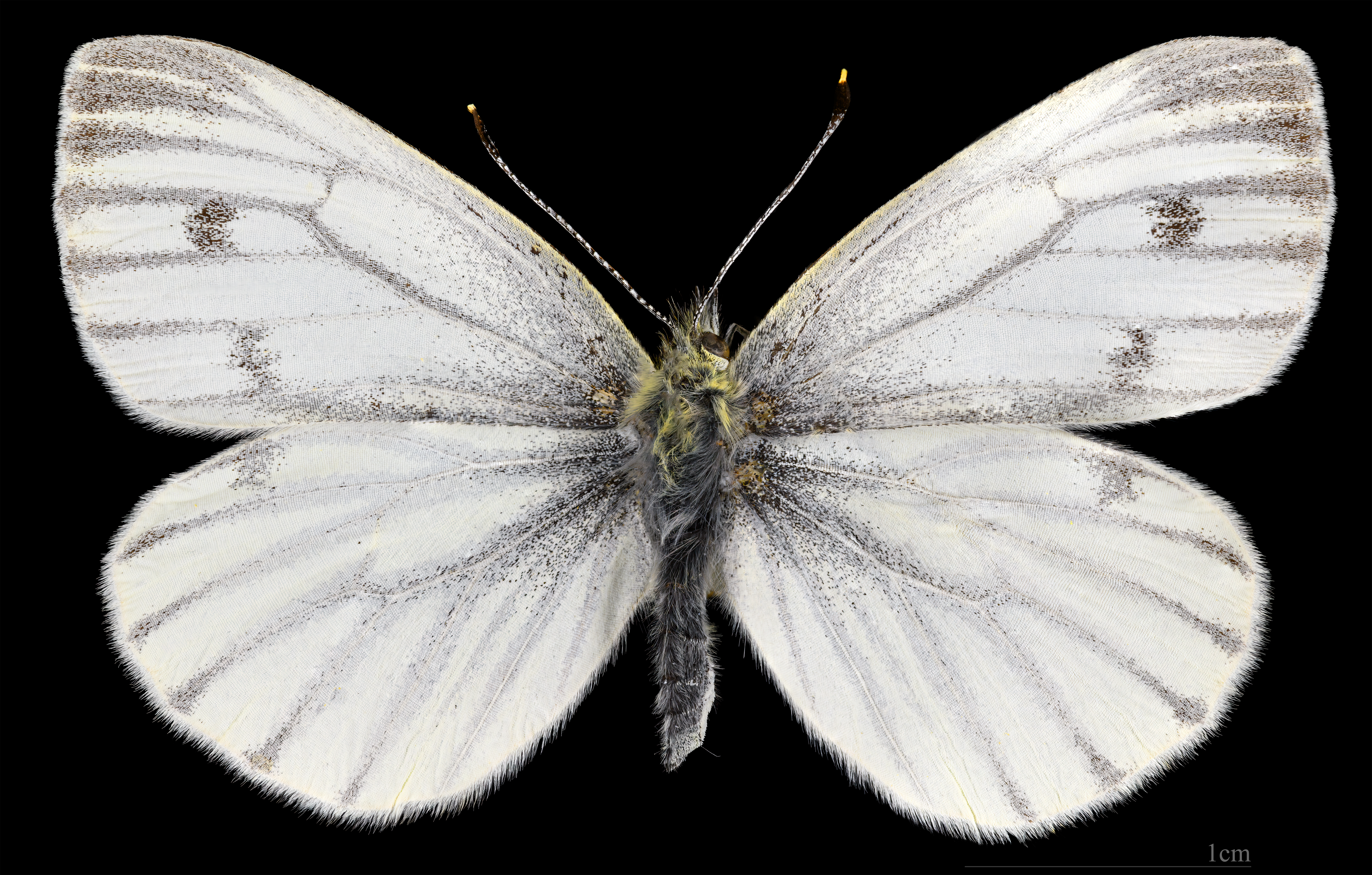
Pieris napi  ♀
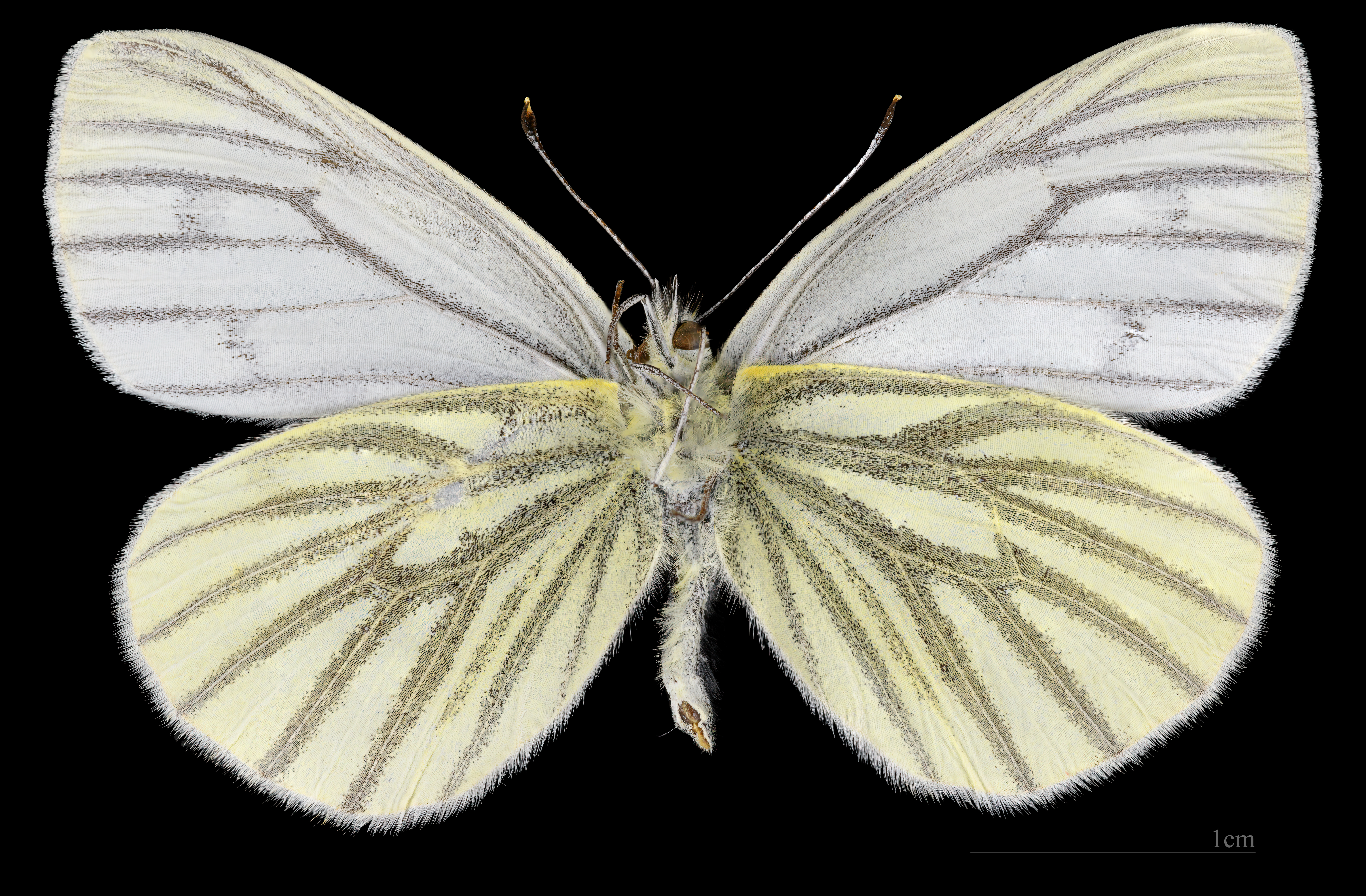
Pieris napi  ♀ △

## Спосіб життя
Метелики літають з квітня по вересень. Полюбляють вологі ділянки, селяться на узліссях лісу, в полях, на узбіччях доріг, трапляються в садах, парках і на городах. У горах піднімаються на висоту до 2000 м над рівнем моря. Активні вдень. Самці збираються великими групами на вологих ділянках ґрунту, де поповнюють запаси мінеральних речовин.
У рік буває два покоління. Під час залицянь самці літають за самицями. Самиці відкладаються яйця поштучно на нижню сторону листя кормових рослин. Кормовими рослинами гусені є різні види з родини капустяних. Може бути шкідником капусти, ріпи, брукви, редиски, редьки, ріпаку, гірчиці, рижію, турнепсу та інших культурних капустяних рослин. Зимує лялечка.